# Jacob Astley (1er baronnet)
Pour les articles homonymes, voir Astley.
Jacob Astley, 1er baronnet (vers 1639 - 17 août 1729) de Melton Constable Hall, Norfolk est un baronnet et homme politique tory anglais.

## Origines

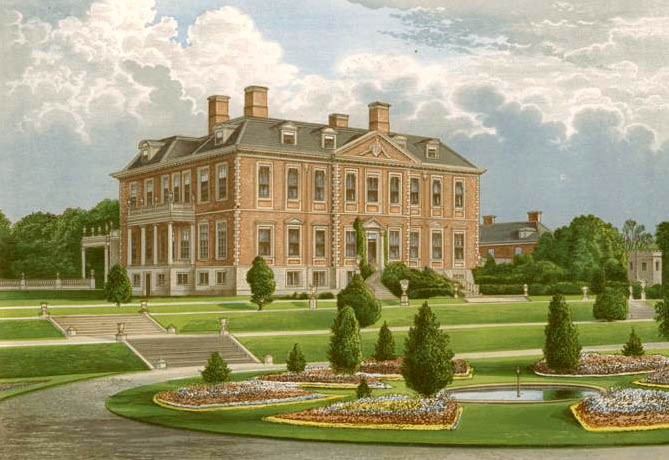
Melton Constable Hall, Norfolk, vers 1880

Il est le fils aîné d'Edward Astley et de son épouse Elizabeth Astley, fille de son oncle Jacob Astley, 1er baron Astley de Reading. Il fait ses études à Norwich School puis à King's College, Cambridge, et enfin à Christ Church, Oxford, où il s'inscrit le 19 juin 1659. Le 7 septembre de la même année, à la mort de son oncle paternel, Isaac Astley, 1er baronnet, il hérite des domaines de Hill Morton, Warwickshire et Melton Constable et en 1688 les domaines de Maidstone, Kent de son cousin Jacob Astley, 3e baron Astley de Reading. En 1664, il entreprend la construction de l'actuel Melton Constable Hall. Il vend le domaine de Kent en 1720.

## Carrière
Ayant déjà été fait chevalier, Astley est créé baronnet, de Hill Morton, dans le comté de Warwick le 26 juin 1660. Il est nommé haut shérif de Norfolk pour 1664 avant d'entrer à la Chambre des communes britannique en 1685 en tant que député de Norfolk jusqu'en 1689. Il représente de nouveau la circonscription de 1690 à 1701, de 1702 à 1705 et une dernière fois de 1710 à 1722. Il est haut shérif de Norfolk en 1664 et commissaire au commerce entre 1714 et 1717.

## Famille
Le 6 février 1661, il épouse Blanche Wodehouse, fille aînée de Philip Wodehouse, 3e baronnet. Ils ont quatre fils et une fille. Il est enterré à Melton Constable quelques jours après sa mort. Il est remplacé comme baronnet par son deuxième et plus vieux fils survivant Philip. Le député Philip Metcalfe est son arrière-petit-fils.